# Мурманск
Му́рманск (в 1916—1917 годах — Рома́нов-на-Му́рмане, кильд. саам. Мурман ланнҍ) — город на северо-западе России, административный центр Мурманской области. Население — 264 339 чел. (2025). Город, соответствующий категории областного значения, образует городской округ город-герой Мурманск. Звание Города-героя присвоено Мурманску в 1985 году за стойкость и героизм при обороне от немецких войск в годы Великой Отечественной войны.
Мурманск — крупнейший в мире город, расположенный за Северным полярным кругом. Мурманск большей частью находится на скалистом восточном побережье Кольского залива Баренцева моря. Один из крупнейших портов России. Благодаря тёплому Северо-Атлантическому течению Мурманск — незамерзающий порт, что выгодно выделяет его среди портов севера и северо-запада России. Считается единственным в России незамерзающим портом за полярным кругом. Является самым северным из административных центров субъектов Российской Федерации.

## Этимология
«Мурманами», «урманами» русские называли норвежцев, норманнов. Позднее это название было перенесено и на землю, где происходили события с участием иностранцев. «Мурманом» стали называть побережье Баренцева моря, соседнее с Норвегией, а затем и весь Кольский полуостров. Соответственно, название «Мурманск» означает «город на Мурмане».
По мнению кольского краеведа, доктора исторических наук И. Ф. Ушакова, слово «мурман» произошло от слова «norman», что в переводе со скандинавских языков означает «северный человек». Звук [n] на русской почве изменился в [m] вследствие сложной диссимиляции-ассимиляции носовых звуков в соседних слогах: [н-м-н] > [м-м-н]. Что касается произношения буквы «o», то она в этом слове по сей день произносится как [у] в норвежском и шведском языках.

## История города

### Основание
Планы устройства портового города за полярным кругом появились в 1870-х годах. Первые изыскатели пришли на Мурман для разведки новых мест в 1912 году. В начале XX века Мурманский берег относился к Александровскому уезду (до 1899 называвшемуся Кольским) Архангельской губернии с центром в уездном городе Александровск (ныне Полярный). Через три года, 3 (16) апреля 1915 года, во время Первой мировой войны, на восточном берегу Кольского залива Баренцева моря был основан Мурманский морской порт и при нём — портовый посёлок Семёновский, названный по имени бухты, где сооружались причалы. Создание порта было связано со стремлением России получить выход в Северный Ледовитый океан через незамерзающий залив, чтобы бесперебойно доставлять военные грузы от союзников по Антанте в условиях блокады Чёрного и Балтийского морей. Идея о создании города Романова была озвучена в докладе министра путей сообщения А. Ф. Трепова «По поводу учреждения на Мурманском побережье города», которая была одобрена 29 июня (12 июля) 1916 года императором Николаем II. 6 (19) июля 1916 Николаем II была наложена резолюция назвать новый город Романов‑на‑Мурмане. Официальной датой основания города считается 21 сентября (4 октября) 1916 года. В этот день на невысоком холме, где сейчас располагается Дворец культуры и народного творчества имени С. М. Кирова, состоялась торжественная церемония закладки храма в честь покровителя мореплавателей Николая Мирликийского. Город стал последним городом, основанным в Российской империи. Зимой 1916—1917 гг. военные суда Антанты встали на якорь в Кольском заливе. 3 (16) апреля 1917 года, после Февральской революции, город получил своё нынешнее название — Мурманск и стал де-факто центром Александровского уезда, который с 1920 года в уездных и губернских документах назывался Мурманским уездом.

### Революция и интервенция
В 1917 году после Октябрьской революции в Петрограде в Мурманске был создан временный революционный комитет, во главе которого встали большевики. Но после заключения Брестского мира с военных судов Антанты в марте 1918 года на берег был высажен вооружённый десант — это стало началом интервенции. В 1919 году власть в городе перешла к белогвардейцам, а Временное правительство Северной области признало верховную власть адмирала Колчака. Осенью 1919 года войска Антанты были вынуждены эвакуироваться из Мурманска. 21 февраля 1920 года в городе произошло антибелогвардейское восстание, советская власть утвердилась в городе 13 марта с приходом регулярных частей Красной армии.
- Закладка храма и города Романов-на-Мурмане.
 4 октября 1916 г.
- Английская эскадра на Мурманском рейде, 1918 год
- Мурманск в 1932 году
- После бомбардировки города на проспекте Ленина, 1942 год

### Предвоенные годы
К началу 1920-х годов Мурманск насчитывал менее двух с половиной тысяч жителей и находился в упадке. Промышленность была представлена в основном кустарными артелями, рыбный промысел пришёл в упадок. Городскую застройку представляли две-три улочки одноэтажных домов, перенаселённые рабочими бараки, беспорядочное скопление лачуг, приспособленные под жильё железнодорожные вагоны, брошенные интервентами «чемоданы» — дома из гофрированного железа с полукруглой крышей. Один из районов города получил прозвище «красная деревня» из-за теплушек красного цвета, приспособленных для жилья.
В 1920—1930-е годы, в связи с изменением административно-территориального деления, город неоднократно менял свой статус. В 1921 году Мурманск стал центром одноимённой губернии.
Со второй половины 1920-х годов город стал быстро развиваться, поскольку у Советского Союза возникла стратегическая потребность в обустройстве крупного порта, транзит через который не зависел бы от отношений с соседними странами. Прокладывались улицы с деревянными тротуарами и рядами одно- и двухэтажных рубленых домов. В 1927 году появилось первое многоэтажное здание из кирпича, сохранившееся до наших дней. С 1927 года Мурманск — центр одноимённого округа в составе Ленинградской области. С 1933 года Мурманск являлся одной из баз снабжения и судоремонта для Северного флота. Помимо военно-стратегических целей, через порт осуществлялось морское сообщение со строящимся Норильским ГМК, развитие мурманского порта преследовало и задачу увеличения уловов рыбы: в городе на месте прежнего военного предприятия по рыбообработке и судоремонту был создан рыбный порт, который начал быстро развиваться и уже через несколько лет обеспечивал поставки в другие районы СССР по двести тысяч тонн рыбы ежегодно.
В 1934 году по Мурманску — от северной окраины до южной части города — пошёл первый маршрутный автобус. Тогда же по железнодорожной магистрали начал курсировать экспресс «Полярная стрела» до Ленинграда. С 1938 года Мурманск — центр Мурманской области. В 1939 году впервые в городе началась укладка асфальта (на улице Ленинградской).

### Мурманск в Великой Отечественной войне
К началу Великой Отечественной войны в Мурманске насчитывалось уже несколько десятков кирпичных и каменных зданий, а население города достигло 120 тысяч жителей. В ходе Великой Отечественной войны, начиная с 22 июня 1941 года, Мурманск неоднократно подвергался атакам с воздуха. 24 июня зенитчики армии и Северного флота открыли свой боевой счёт, сбив 2 немецких бомбардировщика. Для защиты города, порта и железнодорожного узла был создан Мурманский бригадный район ПВО. Дислоцированная в Заполярье 150-тысячная германская армия имела директиву Гитлера захватить город и мурманский порт, через который шли грузы из стран-союзниц для снабжения страны и армии по ленд-лизу. По расчётам немецкого командования, Мурманск должен был быть взят за несколько суток. Дважды — в июле и сентябре немецкие войска предпринимали генеральное наступление на Мурманск, однако оба наступления провалились. После того как советские войска на дальних подступах к городу отразили наступление, немцы силами авиации перешли к методичному разрушению города, порта и железнодорожного узла, совершая в отдельные дни до пятнадцати-восемнадцати налётов, за годы войны в общей сложности на город было совершено 792 налёта и сброшено 185 тысяч бомб. По количеству и плотности нанесённых по городу бомбовых ударов среди советских городов Мурманск уступает лишь Сталинграду. В результате бомбардировок было уничтожено три четверти построек, особенно пострадали деревянные дома и строения. С июня 1941 по начало июня 1942 года в городе были разрушены каждое третье административное, производственное и жилое здания, в порту потоплены 7 боевых кораблей, 10 союзных транспортов и 31 иное судно.
Развернулась эвакуация населения. В итоге эвакуации население Мурманской области к концу 1941 года уменьшилось с 313,4 тысяч до 102,3 тысяч человек, а число жителей Мурманска — с 117,1 тысяч до 35,6 тысяч человек.
Убедившись, что надежд овладеть городом в летней кампании 1942 года тоже нет, немцы попытались полностью уничтожить город, предприняв одну за другой четыре массированные бомбардировки. Наиболее тяжёлой была бомбардировка 18 июня 1942 года, когда на город было сброшено около 12 000 зажигательных и около 60 фугасных авиабомб. Германские самолёты сбрасывали на преимущественно деревянный город, в основном, зажигательные бомбы; чтобы затруднить борьбу с пожарами, применяли смешанные бомбардировки с использованием осколочных и фугасных бомб. Из-за сухой и ветреной погоды пожар распространился от центра до северо-восточных окраин Мурманска. После этих налётов в городе оказались уничтожены свыше 80 % всех зданий. Всего за годы войны над Мурманском было сбито 103 немецких самолёта (8 в 1941 году, 59 в 1942 и 36 в 1943).
7 октября 1944 года советские войска начали в Заполярье Петсамо-Киркенесскую наступательную операцию, которая закончилась 29 октября взятием Северной Норвегии. Активные боевые действия в Заполярье закончились, угроза Мурманску была снята.

### Послевоенные годы
К концу Великой Отечественной войны город был практически полностью сожжён. Сохранились лишь портовые сооружения и центральная, состоящая, в основном, из каменных домов, часть города. В ноябре 1945 года по решению правительства Мурманск был включён в число пятнадцати городов страны, наряду с Москвой и Ленинградом, восстановление которых объявлялось первоочередной задачей. На развитие города было выделено 100 миллионов рублей. В первые послевоенные годы были построены промышленные предприятия, причальные линии, объекты социальной инфраструктуры, телевизионный комплекс. Город был восстановлен к началу 1950-х годов. К 1952 году объём жилой площади в городе достиг довоенного уровня, а ещё через десять лет жилой фонд увеличился втрое.
30 сентября 1958 года в черту города включён рабочий посёлок Нагорновский.
После ввода в строй в 1962 году домостроительного комбината вместо кирпичных домов стали строиться типовые панельные, это позволило произвести значительное расширение жилого фонда Мурманска в период строительного бума в конце 1960-х — конце 1980-х годов.

### Современность
Активное строительство жилых домов в городе было прервано в начале 1990-х годов. За это время был возведён Восточный микрорайон, город расширился с трёх сторон — севера, востока и юга. Позже в 2000-х возводили крупные гипермаркеты и супермаркеты в пустующих местах. В 2015 году в состав города из ЗАТО г. Североморск включён посёлок городского типа Росляково. В 2016 году Мурманск отпраздновал 100-летний юбилей, к которому была выпущена памятная монета.

### Награды
В 1971 году за успехи, «достигнутые трудящимися города в выполнении заданий по развитию промышленного производства», город награждён орденом Трудового Красного Знамени. В 1982 году за мужество и стойкость, проявленные жителями в борьбе с немецкими захватчиками в годы Великой Отечественной войны, успехи, достигнутые в хозяйственном и культурном строительстве, город награждён орденом Отечественной войны I степени. 6 мая 1985 года за выдающиеся заслуги в Великой Отечественной войне городу Мурманску присвоено звание «Город-герой» с вручением высшей награды Советского Союза ордена Ленина и медали «Золотая Звезда».
Город отмечен на аллеях городов-героев во многих городах, получивших это звание.

## Символика
Герб города был утверждён в 1968 году. На нём в синем поле был изображён золотой рыболовный траулер под северным сиянием; в золотой оконечности щита синяя рыба; в верхней части герба золотыми буквами написано слово «МУРМАНСК». В 2004 году были внесены два изменения, убравшие с символа некоторые «негеральдические» мотивы: название синего цвета было изменено на лазоревый, традиционное для геральдики, и убрана надпись в верхней части герба. Остальные элементы герба не были изменены. В 2010 году скорректировано геральдическое описание.
В 2014 году была принята система логотипов города, используемая в качестве имиджевой символики. Флага и гимна у города нет.

## География

### Географическое положение
Мурманск — крупнейший в мире город, расположенный за Северным полярным кругом, крупнейший город культурно-этнического региона Лапландия. Город вытянулся более чем на 20 километров вдоль скалистого восточного побережья Кольского залива, в 50 километрах от выхода в открытое море. Мурманск находится в 1490 километрах к северу от Москвы и в 1020 километрах к северу от Санкт-Петербурга. В 16 км к северо-востоку от города расположено закрытое административно-территориальное образование (ЗАТО) город Североморск, база Северного флота. Между Североморском и Мурманском расположен посёлок-спутник Сафоново, который относится к ЗАТО. Ближайший сосед с юга — древний город Кола. Мурманск, расширяясь, уже достиг южными микрорайонами окраин этого города. С запада и востока город окружают лесные массивы. Самая высокая точка Мурманска — сопка Солнечная горка на восточной границе города высотой 305 метров.
| С-З |                                   |                                                                  |                                              | С-В |
| З   |                                   | Роза ветров                                                      | Магадан ~ 11 152 км                          | В   |
| Ю-З | Осло ~ 2117 км Лиссабон ~ 5536 км | Петрозаводск ~ 934 км Санкт-Петербург ~ 1379 км Москва ~ 1905 км | Екатеринбург ~ 3170 км Новосибирск ~ 4798 км | Ю-В |

### Часовой пояс
Мурманск находится в часовой зоне МСК (московское время). Смещение применяемого времени относительно UTC составляет +3:00.
В соответствии с применяемым временем и географической долготой средний солнечный полдень в Мурманске наступает в 12:48.

### Климат
Город находится в атлантико-арктической зоне умеренного климата. Климат Мурманска формируется близостью Баренцева моря (ниже таблица температуры его воды), влияние которого усиливает тёплое Северо-Атлантическое течение. Этот фактор способствует сильному отличию климата Мурманска от климата большинства городов, расположенных за Северным полярным кругом. В отличие от многих северных городов, в Мурманске наблюдаются высокие для Севера зимние температуры воздуха. Средняя температура января — февраля в Мурманске примерно −10… −11 °C. Сильные морозы бывают редко, и эпизодически бывают оттепели. Из-за близости тёплых воздушных масс, несомых течением Гольфстрим, наступление холодной погоды в Мурманске обычно происходит примерно на один месяц позже, чем в других северных районах. Ветер в Мурманске имеет муссонный характер — зимой преобладают южные ветра с материка, несущие сухую морозную погоду в город, а летом — северные ветра с Баренцева моря, приносящие в Мурманск повышенную влажность воздуха и довольно прохладную летнюю погоду. Смена ветров происходит примерно в июне и сентябре. Средняя температура июля примерно +12…+13 °C, при этом две трети месяца держится дождливая и пасмурная погода, а температура воздуха сильно изменчива. Однако время от времени город достигают горячие континентальные воздушные массы с юга или с юго-востока, и тогда температура повышается до +25 °C, очень редко — выше +30 °C на непродолжительное время.
Большая часть осадков в Мурманске из примерно 500 мм в год выпадает с июня по сентябрь, пик пасмурных дней и дней с осадками приходится на август. Снег лежит в городе в среднем 210 дней и полностью сходит к маю (в окрестностях города снег может лежать до июня). Нередки снегопады в первой половине июня. Минимальная температура −39,4 °C была зафиксирована в Мурманске 6 января 1985 года и 27 января 1999 года, максимальная температура +32,9 °C — 9 июля 1972 года. Полярная ночь на широте Мурманска длится со 2 декабря по 11 января, полярный день — с 22 мая по 22 июля.
| Показатель                                          | Янв.  | Фев.  | Март  | Апр. | Май   | Июнь | Июль | Авг. | Сен.  | Окт.  | Нояб. | Дек.  | Год   |
| --------------------------------------------------- | ----- | ----- | ----- | ---- | ----- | ---- | ---- | ---- | ----- | ----- | ----- | ----- | ----- |
| Абсолютный максимум, °C                             | 7,0   | 6,6   | 9,0   | 17,6 | 29,4  | 30,8 | 32,9 | 30,2 | 24,2  | 15,0  | 9,6   | 7,2   | 32,9  |
| Средний суточный максимум, °C                       | −6,5  | −6,4  | −1,9  | 2,9  | 8,4   | 13,8 | 17,7 | 15,3 | 10,7  | 3,6   | −1,8  | −4,1  | 4,3   |
| Средняя температура, °C                             | −9,6  | −9,3  | −5,1  | −0,3 | 4,6   | 9,4  | 13,2 | 11,5 | 7,6   | 1,6   | −4    | −6,8  | 1,1   |
| Средний суточный минимум, °C                        | −12,7 | −12,3 | −8,2  | −3,3 | 1,5   | 5,9  | 9,6  | 8,3  | 5,1   | −0,3  | −6,2  | −9,6  | −1,9  |
| Абсолютный минимум, °C                              | −39,4 | −38,6 | −32,6 | −24  | −10,3 | −2,8 | 1,7  | −2   | −10,1 | −21,2 | −32,2 | −34,9 | −39,4 |
| Норма осадков, мм                                   | 34    | 24    | 29    | 29   | 37    | 56   | 66   | 71   | 54    | 56    | 36    | 37    | 529   |
| Источник: Погода и климат, Архив погоды в Мурманске |       |       |       |      |       |      |      |      |       |       |       |       |       |

| Показатель                    | Янв.  | Фев.  | Март | Апр. | Май  | Июнь | Июль | Авг. | Сен. | Окт. | Нояб. | Дек. | Год   |
| ----------------------------- | ----- | ----- | ---- | ---- | ---- | ---- | ---- | ---- | ---- | ---- | ----- | ---- | ----- |
| Средний суточный максимум, °C | −8,3  | −6,2  | −1,4 | 2,9  | 9,3  | 14,4 | 18,4 | 16,4 | 11,7 | 3,6  | −1,9  | −5,3 | 4,5   |
| Средняя температура, °C       | −10,2 | −8,1  | −4   | 0,2  | 5,9  | 10,6 | 14,5 | 13,0 | 9,0  | 2,1  | −3,3  | −7   | 1,9   |
| Средний суточный минимум, °C  | −12,1 | −10,1 | −6,7 | −2,5 | 2,5  | 6,8  | 10,6 | 9,6  | 6,4  | 0,7  | −4,6  | −8,6 | −0,7  |
| Норма осадков, мм             | 45,2  | 39,1  | 41,5 | 27,6 | 39,0 | 54,1 | 40,4 | 69,1 | 59,6 | 46,1 | 38,4  | 47,6 | 546,9 |
| Источник:                     |       |       |      |      |      |      |      |      |      |      |       |      |       |

| Показатель              | Янв. | Фев. | Март | Апр. | Май | Июнь | Июль | Авг. | Сен. | Окт. | Нояб. | Дек. | Год  |
| ----------------------- | ---- | ---- | ---- | ---- | --- | ---- | ---- | ---- | ---- | ---- | ----- | ---- | ---- |
| Абсолютный максимум, °C | 4,8  | 3,2  | 2,8  | 4,8  | 8,4 | 13,1 | 14,0 | 13,9 | 11,2 | 8,9  | 6,5   | 5,1  | 14,0 |
| Средняя температура, °C | 1,3  | 0,7  | 0,7  | 1,3  | 3,1 | 7,0  | 9,7  | 9,8  | 8,0  | 5,4  | 3,1   | 2,1  | 4,4  |
| Абсолютный минимум, °C  | −1,8 | −2   | −1,5 | −1,2 | 0,2 | 2,1  | 6,0  | 6,2  | 3,8  | 1,1  | −0,8  | −1,1 | −2   |

### Рельеф
Город расположен на восточном берегу Кольского залива, на 4 террасах. Очень сильны перепады высот. Самая высокая точка города — безымянная сопка на окраине высотой 305,9 метров. Самая низкая точка в городе — берег Кольского залива, совпадающая с уровнем моря.

### Растительность
В городе леса занимают 43 % от площади города, естественные природные насаждения преобладают на сопках, в Долине Уюта и на окраинах города. Там растительность представляет ели, сосны и берёзы. В городской черте много рябиновых насаждений, в центре города произрастают тополя, липы, ивы и лиственницы. Около железнодорожного вокзала растёт клён. Также распространены кустарники (жимолость, сирень, черёмуха). На одного жителя приходится 4 квадратных метра озеленения. Трава зеленеет с мая по октябрь.

### Гидрография
В городе множество озёр (Семёновское, Среднее, Большое, Питьевое, Окунёвое, Портянка, Ледовое, Глубокое, Карьерное, Рогозеро, Варничное, Чистое, безымянное озеро на улице Марата и др.). В черте Мурманска шесть родников и несколько ручьёв (Варничный, Варяжский, Фадеев и др.), до индустриализации города в них водилась кумжа и сёмга. В северной части города протекает небольшая река Роста.

### Планировка и застройка
Город расположен на сопках, с сильными перепадами высоты, что определяет особенности планировки и застройки. Многие дома, стоящие на склонах, имеют ступенчатый фундамент и переменную этажность. Большинство домов в городе не превышают высоты в 9 этажей. Самым высоким зданием является восемнадцатиэтажный гостинично-деловой центр «Арктика». Основная застройка Первомайского района и восточной части Октябрьского (неофициально выделяемого в отдельный, «Восточный» район) — это панельные девятиэтажные здания. В центре города преобладают дома сталинской застройки, основная часть Ленинского округа состоит из «хрущёвок», в некоторых местах можно обнаружить послевоенные деревянные одноэтажные и двухэтажные дома-полубараки. Панельные девятиэтажки часто украшены разноцветной мозаикой, на улицах города можно найти раскрашенные камни — так мурманчане борются с цветовым голоданием: зимой в Мурманске основные цвета — белый и чёрный, а зима может длиться почти восемь месяцев.

### Экологическое состояние
Средняя радиация в городе 8—13 мкР/ч, что соответствует норме. Основные предприятия расположены в Промзоне и на берегу Кольского залива.
Уровень загрязнения атмосферы на 1997 год: низкий. Содержание пыли в атмосфере города ниже уровня санитарной нормы. Комплексный индекс загрязнения атмосферы города — 2,99, что ниже среднего по стране. Уровень загрязнения снижается с каждым годом.

## Население
| 1917     | 1920     | 1926     | 1931     | 1933     | 1937     | 1939     | 1956     | 1959     | 1962     | 1967     |
| -------- | -------- | -------- | -------- | -------- | -------- | -------- | -------- | -------- | -------- | -------- |
| 1300     | ↗2500    | ↗8716    | ↗29 194  | ↗55 000  | ↗90 277  | ↗117 069 | ↗168 000 | ↗221 874 | ↗245 000 | ↗287 000 |
| 1970     | 1973     | 1975     | 1979     | 1982     | 1985     | 1986     | 1987     | 1989     | 1990     | 1991     |
| ↗308 642 | ↗338 000 | ↗363 000 | ↗380 817 | ↗400 000 | ↗452 000 | ↘449 000 | ↘432 000 | ↗468 039 | ↘442 000 | ↗473 000 |
| 1992     | 1993     | 1994     | 1995     | 1996     | 1997     | 1998     | 1999     | 2000     | 2001     | 2002     |
| ↘468 000 | ↘455 000 | ↘444 000 | ↘406 000 | ↘398 000 | ↘394 000 | ↘387 000 | ↘382 700 | ↘376 300 | ↘370 700 | ↘336 137 |
| 2003     | 2004     | 2005     | 2006     | 2007     | 2008     | 2009     | 2010     | 2011     | 2012     | 2013     |
| ↘336 100 | ↘329 100 | ↘325 100 | ↘321 000 | ↘317 500 | ↘314 800 | ↘311 209 | ↘307 257 | ↗307 310 | ↘305 034 | ↘302 468 |
| 2014     | 2015     | 2016     | 2017     | 2018     | 2019     | 2020     | 2021     | 2023     | 2024     | 2025     |
| ↘299 148 | ↗305 236 | ↘301 572 | ↘298 096 | ↘295 374 | ↘292 465 | ↘287 847 | ↘270 384 | ↘267 422 | ↘266 681 | ↘264 339 |

На 1 января 2025 года по численности населения город находился на 75-м месте из 1124 городов Российской Федерации.
Вплоть до 1930-х годов население Мурманска было невелико: в 1917 году в городе жили 1,3 тыс. человек, в 1920 — 2,5, в 1926 — 9 тыс. Бурный рост числа жителей начался с конца 1920-х годов и был связан с развитием Мурманского морского порта, созданием и обслуживанием советского Северного флота, строительством ряда гражданских и военных объектов на территории Мурманской области. При их сооружении активно использовался труд заключённых ряда ИТЛ системы ГУЛАГа, в которых единовременно содержалось до 8 тыс. человек. К 1939 году население Мурманска составляло 119 тыс. человек.
В годы Великой Отечественной войны население города значительно выросло, поскольку к 1942 году Мурманск остался одним из нескольких портов, через который осуществлялась внешняя торговля СССР и поставки военной техники по ленд-лизу. В 40—50-е годы XX века город продолжал быстро наращивать людность, за эти два десятилетия она удвоилась. В дальнейшем увеличение числа жителей в среднем на 8 тыс. человек в год происходило как за счёт продолжающегося притока мигрантов из других регионов страны, так и за счёт естественного прироста (население Мурманской области долгое время было очень молодым). Занятость населения обеспечивалась за счёт развития в Мурманске флота и его инфраструктуры, сферы услуг.
Массовый отток населения из города произошёл уже в самом начале 1990-х, с 1989 по 1992 годы Мурманск покинули 28 тыс. человек. Основными причинами отъезда населения были резкое ухудшение экономической ситуации в городе, а также больша́я социальная мобильность относительно молодого населения Мурманска. К 2002 году число жителей города сократилось на 150 тыс. по сравнению с 1989 годом, то есть почти на треть. Сопоставимая убыль среди городов с населением более 100 тыс. жителей была только в Грозном, разрушенном войной, Петропавловске-Камчатском и Магадане. Согласно данным учёта населения в 2024 году, с 2002 года число мурманчан сократилось ещё почти на 70 тыс. человек.
Отток населения молодых возрастов привёл к резкому ухудшению демографической ситуации. Если в 1990 году естественный прирост на 1000 жителей составлял 4,5 (рождаемость 10,5; смертность 6), то в 2005 году естественный прирост стал отрицательным и составляет 0,5 % в год. Резкий рост смертности связан с тем, что в преклонном возрасте сейчас находятся многочисленные поколения мурманчан, переселившихся в город в 1950—1970-х годах.
Численность населения, проживающего на территории населённого пункта, по данным Всероссийской переписи населения 2010 года составляет 307257 человек, из них 141130 мужчин (45,9 %) и 166127 женщин (54,1 %).

### Национальный состав
По итогам переписи населения 2020 года проживали следующие национальности (национальности менее 0,1 % и другое, см. в сноске к строке «Другие»):
| Национальность | Численность, чел. | Доля     |
| -------------- | ----------------- | -------- |
| Русские        | 204 802           | 75,74 %  |
| Украинцы       | 4804              | 1,78 %   |
| Белорусы       | 1611              | 0,60 %   |
| Азербайджанцы  | 1497              | 0,55 %   |
| Татары         | 1012              | 0,37 %   |
| Узбеки         | 716               | 0,26 %   |
| Армяне         | 455               | 0,17 %   |
| Лезгины        | 378               | 0,14 %   |
| Чуваши         | 296               | 0,11 %   |
| Киргизы        | 290               | 0,11 %   |
| Молдаване      | 286               | 0,11 %   |
| Другие         | 54 237            | 20,06 %  |
| Итого          | 270 384           | 100,00 % |

## Власть и политика

### Административное деление
Площадь города — 168,14 км². Город разделён на 3 внутригородские административно-территориальные единицы: Ленинский, Октябрьский и Первомайский административные округа.
Они включают исторически сложившиеся микрорайоны Мурманска: Центр города, Больничный городок, Жилстрой, Петушинка, Планерное Поле, Гвардейский, Новое Плато, Скальный (Восточный), Роста, Зелёный Мыс, Промзона, Северное Нагорное, Южное Нагорное (Южный), Каменное Плато, Долина Уюта, Три Ручья, Дровяное, Абрам-Мыс, Росляково.

### Органы власти

#### Местное самоуправление
Представительный орган местного самоуправления — Совет депутатов города Мурманска — состоит из 30 человек, избираемых сроком на 5 лет.
До 2010 года исполнительную власть представлял мэр Мурманска, избираемый жителями города на прямых выборах.
С августа 2010 года, в соответствии с принятым решением Совета депутатов города Мурманска введена форма управления, при которой Глава муниципального образования избирается из числа депутатов сроком на 5 лет, при этом на него возлагаются полномочия председателя Городского совета.
Исполнительные функции возлагаются на Главу администрации Мурманска, назначение на должность которого производится на конкурсной основе и должно быть утверждено Советом депутатов. Договор может быть подписан на срок от 2 до 5 лет, но не дольше даты окончания полномочий Горсовета текущего созыва.

#### Областные
В Мурманске находятся все законодательные, исполнительные и судебные органы власти Мурманской области. Правительство и администрация губернатора расположены в одном здании на проспекте Ленина, Мурманская областная дума — на улице Софьи Перовской, Мурманский областной суд — на улице Полярные Зори.

### Политика
Первым мэром города был Олег Найдёнов. Он возглавлял город в период с 1991 по 2003 год. Во время правления Найдёнова в городе был принят ряд социальных программ, а также появились новые «визитные карточки» Мурманска — мемориальный комплекс морякам, погибшим в мирное время с храмом Спаса-на-водах. 7 сентября 2003 года на выборах мэра города победил Геннадий Гурьянов, но уже через месяц из-за инсульта он оказался недееспособен. Через год он сложил полномочия. Осенью 2004 года прошли досрочные выборы, по результатам которых новым мэром был избран Михаил Савченко. В марте 2009 года Михаил Савченко проиграл Сергею Субботину во втором туре выборов мэра. В мае 2010 Субботин был отправлен в отставку горсоветом. В 2010 были разделены полномочия главы города (политико-стратегические функции) и главы администрации (оперативно-хозяйственные функции), прямые выборы мэра также отменены.
Последующие главы города Степан Тананыкин (2010), Алексей Веллер (2010—2016), Дмитрий Филиппов (2016—2018), Тамара Прямикова (2018—2019), Андрей Сысоев (2019—2021), Михаил Белошеев (2021) и Игорь Морарь (с 2022 года) избирались Советом депутатов.
Главами администрации Мурманска становились Андрей Сысоев (2010—2019), Евгений Никора (2019—2021) и Юрий Сердечкин (2022—2024).
В 2023 году полномочия руководителей были вновь объединены, но право избрания главы города осталось за городским советом. Новый глава города был избран 24 октября 2024 года. Им стал Юрий Сердечкин, возглавлявший до того администрацию города. 1 июля 2025 года он покинул пост по собственному желанию; временно исполняющим обязанности главы города стал Иван Николаевич Лебедев.

## Экономика

### Промышленность
Основными отраслями экономики Мурманска являются рыболовство и рыбопереработка (с 1927 года работает рыбокомбинат). Домашний порт всех атомных ледоколов («Атомфлот»), морской транспорт («Мурманский морской торговый порт»), судоремонт, морские, железнодорожные и автомобильные перевозки, металлообработка, пищевая промышленность, морская геология, геологоразведочные работы на шельфе арктических морей. Другие крупнейшие предприятия города: — «Мурманское морское пароходство», «Союз рыбопромышленников Севера», «Мурманский судоремонтный завод» (банкрот), «Севморпуть», «Арктикморнефтегазразведка», научно-производственное предприятие «Моргео» и крупнейший в рыбодобывающей отрасли «Мурманский траловый флот».
Основные виды выпускаемой в городе продукции включают изделия из рыбы, консервы, металлоизделия, промысловое оборудование, тару и упаковочный материал.

### Торговля
В городе действуют торговые предприятия множества федеральных и региональных торговых сетей, в том числе таких крупных как «Пятёрочка», «Магнит», «Красное&Белое», «Бристоль», «Перекрёсток», «О’Кей», «Лента», «М.Видео», «Эльдорадо», «DNS», «Детский мир», «Спортмастер», «Снежная королева», «Kari», «Familia» и многие другие. В Мурманске также представлены крупнейшие сети общественного питания России, такие как «Вкусно — и точка», «Burger King» и «Rostic's».
К самым крупным и популярным торговым площадкам относятся торговые центры «Мурманск-Молл» (крупнейший торговый центр за Полярным кругом), «Plazma», «Северное Нагорное», «Форум», «Пять Углов» и универмаг «Волна»; к менее крупным, но также популярным, относятся торговые центры «Жемчуг» и «Флагман».

### Гостиницы
В городе развита гостиничная сеть. Первая гостиница открылась в Мурманске в 1924 году и находилась в деревянном здании у железнодорожного вокзала. К крупнейшим гостиницам относятся Azimut (бывшая «Арктика»), «Меридиан», «Cosmos» (бывшая «Полярные Зори»), «69-я параллель», «Огни Мурманска», «Моряк» и др.
- Погрузка угля в мурманском порту
- Универмаг «Волна»
- Строительство ТРЦ Мурманск Молл
- Новогодняя ёлка перед гостиницей «Арктика»

## Транспорт

### Морской порт
Основой экономики города является Мурманский морской порт — один из крупнейших незамерзающих портов в России. Его грузооборот в 2018 году составил 60,7 миллиона тонн. К порту приписаны все атомные ледоколы России. Порт Мурманск является штаб-квартирой Северного морского пути и управления морского транспорта Российской Арктики. В 1991—2017 годах мурманский порт являлся портом приписки барка «Седов», самого большого парусника в мире. В мае 2007 года было принято решение о создании в мурманском порту свободной экономической зоны. 15 октября 2010 года Мурманск был официально объявлен особой экономической зоной. Основная цель — создание мощной транспортно-торговой инфраструктуры, привлечение инвестиций и в конечном итоге развитие социальной сферы.
Мурманский порт состоит из трёх частей: Рыбный порт, Торговый порт и Пассажирский. В последние годы наблюдается тенденция вытеснения Торговым портом всех остальных из-за увеличения экспорта каменного угля и ряда других минеральных ресурсов, для приёма и хранения которых Мурманск имеет необходимую инфраструктуру. Значительно уменьшилось поступление рыбы, поскольку её стало выгоднее поставлять на экспорт, а не внутрь страны. 
- Мурманская гавань
- Здание морского вокзала
- Порт и железнодорожный терминал Мурманска
- Железнодорожный вокзал

### Железная дорога
Большую роль в экономике города играет Октябрьская железная дорога. Несмотря на развитие автомобильного и морского транспорта большая часть грузов перевозится именно железнодорожным транспортом. Большая часть железнодорожных пассажирских и товарных перевозок осуществляется в южном направлении и обратно, в эту сторону дорога электрифицирована в 1934 году. Железнодорожная линия в северном направлении до станции Ваенга (в Североморске) используется только для грузовых перевозок, в эту сторону дорога не электрифицирована, на ней в черте города находится станция Комсомольск-Мурманский.

### Автомобильное сообщение
Мурманск находится на федеральной автомагистрали «Кола» (Р21, Санкт-Петербург — Норвегия). В 2005 году был открыт мост через Кольский залив, ставший самым длинным мостом за Полярным кругом, благодаря которому из Мурманска стало проще добираться до изолированных частей города на западном берегу Кольского залива. Также Мурманске и его окрестностях начинаются дороги на Североморск, «Лотта» на Финляндию и «Серебрянка» к Серебрянским ГЭС.

### Воздушное сообщение
Аэропорт Мурманск находится в посёлке Мурмаши, в 24 км от города. Из него ежедневно осуществляются рейсы в Москву и Санкт-Петербург, имеется также ряд рейсов в Архангельск, Казань, Калининград, Калугу, Минеральные Воды, Минск, Пермь, Сочи, Череповец.

### Городской транспорт
Городской транспорт города представлен автобусами, троллейбусами и маршрутным такси. По состоянию на 2019 год мурманский троллейбус, самый северный в мире, имеет 4 действующих маршрута. В 1918—1934 годах в городе существовала линия узкоколейного бензомоторного трамвая, закрытая в связи с появлением автобуса. Автобусное и троллейбусное сообщение в городе осуществляет АО «Электротранспорт». 22 автобусных маршрута связывают между собой все районы города, а также близлежащие города и посёлки области. Катерное сообщение с районом Абрам-Мыс прекращено.

## Связь
Основные телекоммуникационные услуги в Мурманске включают в себя местную и внутризоновую телефонную связь, доступ к услугам междугородной и международной телефонной связи, доступ к сети Интернет по выделенным каналам (ADSL, Ethernet, Metro ethernet, FTTB, WiMAX, PON) и с помощью коммутируемого соединения, объединение корпоративных сетей. Операторы связи Мурманска и Мурманской области — ПАО «Ростелеком», ПАО «Вымпел-Коммуникации», ПАО «Мегафон», ООО «Нэт Бай Нэт Холдинг», ООО «Мурманские мультисервисные сети», ОАО «Колателеком», ООО «Престиж-Интернет».
В городе, как и на территории области, работают 9 операторов сотовой связи стандарта GSM/LTE: «Билайн», «МегаФон», «МТС», «Tele2» и виртуальные мобильные операторы «Yota» (на сети МегаФон), «Т-Мобайл» (на сети МТС), «Ростелеком», «СберМобайл» и «ГПБ-Мобайл» (все три на сети Tele2).

## Наука
В советское время в Мурманске был создан Мурманский морской биологический институт, где исследуют состояние биоресурсов морей и проводят экологический мониторинг, Полярный геофизический институт и Полярный научно-исследовательский институт морского рыбного хозяйства и океанографии имени Н. М. Книповича (ПИНРО). Главной целью исследований научного коллектива последнего является разработка биологических основ рационального рыболовства в морях Восточно-Европейского бассейна и в Северной Атлантике, обеспечение рыбодобывающих организаций научно обоснованными прогнозами состояния сырьевой базы и условий промысла рыб и беспозвоночных. ПИНРО участвует в деятельности двухсторонних Смешанных Комиссий по развитию рыбохозяйственного сотрудничества с Норвегией, Фарерскими островами и Гренландией. В рамках двухсторонних проектов осуществляется кооперация с научными центрами Норвегии, Финляндии, Канады, Испании, Германии, Гренландии, Фарерских островов.

## Образование
На начало 2005/2006 учебного года в городе функционировало 188 образовательных учреждений, в том числе: 86 дошкольных учреждений, 6 прогимназий и 56 общеобразовательных учреждений. В 2006—2007 годах наметилась тенденция сокращения общеобразовательных учреждений: за два года были закрыты 4 образовательных учреждения. Причиной послужила малая рождаемость и отток населения города в другие регионы страны в начале 1990-х и, как следствие, небольшое количество учеников. Ещё в конце 1980-х некоторые мурманские школы работали в три смены и имели по 9 классов в параллели, сейчас же большинство школ работает в одну смену.
Полярная ночь вносит свои коррективы в учебный процесс: по требованию врачей с декабря по февраль уроки сокращены на 5 минут, введены дополнительные «февральские каникулы».
Благодаря близости к Арктике Мурманск был выбран как место расположения Арктического института искусств.
Подготовку специалистов различного профиля осуществляют: 4 высших, 7 средних, 7 начальных учебных заведений и 13 филиалов вузов Москвы и Санкт-Петербурга. На сегодняшний день в них обучается около 30 тысяч студентов, половина из них приходится на два университета города, Мурманский государственный технический университет и Мурманский арктический государственный университет.
1 сентября 2017 года открыт филиал Нахимовского военно-морского училища.

## Культура
В городе 4 дворца культуры, филармония и 5 клубных учреждений.

### Музеи
В городе существуют два областных музея: Мурманский областной краеведческий музей, созданный в 1926 году, и Мурманский областной художественный музей, открытый в 1989 году в одном из старейших каменных зданий Мурманска. В сентябре 2017 года в помещениях здания областной филармонии, принадлежащих МОХМ, открылся многофункциональный Культурно-выставочный центр Русского музея. В некоторых предприятиях и организациях имеются свои музеи, посвящённые истории или деятельности организаций, в том числе музей Северного флота, расположенный в Доме офицеров флота Ленинского района города. В мае 2009 года открыл свои двери музей освоения Арктики, уникальность которого заключена в расположении на борту атомного ледокола «Ленин». В сентябре 2018 года на базе Дворца культуры Ленинского округа был открыт Музей народного быта и традиционных ремёсел.

### Театры
В Мурманске работают три профессиональных театра. Старейшим является открытый 28 августа 1933 года Мурманский областной театр кукол, переехавший в 1946 году из Кировска. Крупнейшим в городе стал открытый в 1939 году Мурманский областной драматический театр. А в 1946 году из Полярного переехал Драматический театр Северного флота, созданный в 1936 году.

### Филармония
Мурманская филармония создана в 1975 на основе концертно-эстрадного бюро. Она является домом для Мурманского филармонического оркестра, который был основан в 1999 году. Главным дирижёром на протяжении 6 лет был молодой британский дирижёр Дамиан Йорио. Филармонический оркестр регулярно даёт концерты с участием солистов российской и мировой сцены в Мурманской области, Санкт-Петербурге и Скандинавии.

### Кинотеатры
На закате советской эпохи в городе работало 7 кинотеатров, ещё один строился. В связи с распадом централизованной системы кинопроката, кинотеатры «Северное сияние», «Утёс», «Аврора» были закрыты. «Мурманск» стал на некоторое время единственным кинотеатром — в оставшихся «Родине», «Атлантике» и «Мире» располагались вещевые рынки и магазины. Постепенно «Родина» и «Атлантика» вытеснили торговые ряды из своих помещений и снова стали работать как кинотеатры. В 2008 году работу возобновил кинотеатр «Аврора», а кинотеатр «Родина» в 2009 году был закрыт на реконструкцию, которая по состоянию на 2024 год так и не закончилась; однако кинотеатра здесь уже не будет, в здании планируется молодёжный культурный центр.
В 2010-х в городе работали 2 небольших кинотеатра «Одиссея» (2011—2018) и «Cinema51» (2013—2016). В 2000-х-2020-х открылись свои кинотеатры в крупных торговых центрах: «Форум» («Кронверк синема», 2006—2022), «Северное Нагорное» («Мираж Синема», 2014), «Мурманск Молл» («Северное сияние», 2015; с 2021 «Мираж Синема») и «Plazma» («Люмен Галактика», 2021).

### Библиотеки
Всего в городе 38 библиотек, из них три областные: Мурманская областная научная библиотека, Мурманская областная детско-юношеская библиотека — крупнейшая за Полярным кругом специализированная библиотека для детей и молодёжи и Мурманская областная специальная библиотека для слепых; и центральная городская библиотека, имеющая разветвлённую сеть из 16 филиалов. На базе городской библиотеки реализуется муниципальная программа по созданию библиотек нового типа — информационных интеллект-центров, которые обеспечивают бесплатный доступ в Интернет, доступ к правовой и другой социально значимой информации.
- Улицы Мурманска, 2010 год
- Проспект Ленина
- Улицы Мурманска, осень
- Дом Главсевморпути

### Культурные мероприятия
Благодаря мурманским писателям в столице Заполярья 24 мая 1986 года был возрождён праздник День славянской культуры и письменности, ставший впоследствии государственным. После этого Болгария в знак признательности Мурманску и мурманчанам подарила городу памятник святым Кириллу и Мефодию. Точная копия памятника, который находится у национальной библиотеки Болгарии, установлена у Мурманской областной библиотеки. В Мурманске ежегодно 24 мая по центральным улицам города проходит шествие до памятника святым Кириллу и Мефодию.

## Религия
В Мурманске на 2024 год зарегистрированы 13 религиозных объединений. Самым крупным является Русская православная церковь, Мурманск является центром её Мурманской и Мончегорской епархии, а также Мурманской митрополии. В городе находится около десятка православных храмов, кафедра главы епархии и митрополии митрополита Митрофана располагается в Свято-Никольском кафедральном соборе. Католическая церковь представлена храмом Святого Михаила Архангела. Также в Мурманске распространились религиозные объединения протестантского толка: есть приход Евангелическо-лютеранской церкви Ингрии, в городе действуют организации баптистов, адвентистов седьмого дня и пятидесятников. Существует еврейская община и мусульманское религиозное объединение, ведётся строительство мечети. Мурманское общество сознания Кришны — единственное официальное зарегистрированное в городе объединение, не относящееся к числу авраамических религий.
- Свято-Никольский кафедральный собор
- Храм Спаса Нерукотворного Образа («Спас на водах»)
- Храм Архангела Михаила
- Храм Всех Святых

## Средства массовой информации

### Печать
Массовая печать появилась в Мурманске уже после Октябрьской революции и первым печатным органом новой власти стала газета «Полярная правда», которая начала издаваться с 23 февраля 1920 года и к 1928 году её тираж составлял 1600 экземпляров. «Полярная правда» стала кузницей кадров, из неё вышли многие журналисты и главные редакторы других мурманских газет. Старейшее региональное издание в Мурманской области прекратило выпуск в 2012 году.
В настоящее время в городе выходит более десятка печатных изданий, среди которых не одно десятилетие в печати следующие газеты: Вечерний Мурманск (учредитель — администрация города Мурманска), Мурманский вестник, (учредители — Правительство Мурманской области и Мурманская областная дума), мурманские редакции газет Аргументы и факты, Комсомольская правда, Российская газета и другие.

### Радио
Радиовещание в Мурманске (как средство связи) появилось в начале Первой мировой войны. Первая радиостанция находилась на горе Горелой. В 1928 году был организован городской радиовещательный узел, который осуществлял ретрансляцию передач из Москвы и Ленинграда. Вещание было преимущественно проводным. В 1930 году насчитывалось 100 радиоточек, в 1934 уже 2600 радиоточек. История беспроводного радиовещания начинается в Мурманске с 1935 года, когда началось вещание программы «РВ-79» на волнах радиостанции РС-1. Число проводных радиоточек в 1945 году достигло 22 100, в 1950 — 39 620, в 1955 — 73 260 С 1960-х радиоточки стали обязательным атрибутом новопостроенных квартир. Развитие беспроводного радиовещания продолжилось высокими темпами с 1960-х годов, была построена радиостанция РС-3, обеспечивающая трансляцию программ «Радио России» и «Маяк» в ДВ, СВ и УКВ диапазонах. В 1990-х получило развитие радиовещание в FM-диапазоне, тогда же мурманское радио вошло в состав ГТРК Мурман. В конце 1990-х годов начали трансляцию местные радиостанции «69-я параллель» (1996), «Неру плюс Мурманск» (1996) и «Power FM» (1998); некоторые федеральные радиостанции имеют мурманские редакционные центры.
На 2024 год радиовещание в городе осуществляется компаниями:
| FM (МГц) | Название                     |
| -------- | ---------------------------- |
| 88,0     | Радио Звезда                 |
| 88,7     | Калина Красная               |
| 89,1     | Радио Ваня                   |
| 89,5     | Радио МИР                    |
| 90,4     | Радио Вера                   |
| 90,8     | Радио Дача                   |
| 91,2     | Comedy Radio                 |
| 91,6     | Радио Шансон                 |
| 97,2     | Вести FM                     |
| 99,2     | Радио Монте-Карло            |
| 100,2    | Love Radio                   |
| 101,0    | Европа Плюс                  |
| 101,5    | DFM                          |
| 102,0    | Радио Рекорд                 |
| 102,5    | Авторадио                    |
| 103,0    | Наше радио                   |
| 103,5    | Радио Маяк / Маяк — Мурманск |
| 104,0    | Ретро FM                     |
| 104,5    | Power Хит Радио              |
| 105,0    | Юмор FM                      |
| 105,5    | Русское радио                |
| 106,0    | Дорожное радио               |
| 106,5    | Новое радио                  |
| 106,9    | Большое радио                |
| 107,4    | Радио России / ГТРК Мурман   |

### Телевидение
Телевидение начало свою работу в Мурманске в 1957 году, к концу 1961 года передачи Мурманской студии телевидения стали доступны по радиорелейной линии и жителям Оленегорска, Мончегорска и Кандалакши. Телезрители получили возможность смотреть программы центрального телевидения с момента введения в строй станции космической связи «Орбита» в 1967 году, возможности телеприёма существенно расширились с появлением геостационарных спутников связи. С 1981 года телевидение стало полностью цветным. В 1992 году в Мурманске начала работу первая негосударственная телекомпания ТВ-21, в 1995 году её дополнила телекомпания «Блиц».
В настоящее время телевизионное вещание в городе обеспечивается эфирными, кабельными и спутниковыми операторами. Эфирное телевизионное вещание осуществляет филиал РТРС «Мурманский ОРТПЦ». Аналоговое телевидение было отключено 14 октября 2019. В качестве исключения продолжается вещание аналогового канала Че!. В общественном доступе находятся пакеты эфирного цифрового телевидения (мультиплексы) РТРС-1 и РТРС-2. Региональные врезки ГТРК «Мурман» выходят в цифровом пакете РТРС-1 на каналах Россия 1, Россия 24 и Радио России, региональные врезки ТВ-21+ на канале ОТР. Охват цифровым эфирным телевизионным вещанием города обеспечивают четыре объекта цифрового наземного телевидения: «Мурманск», «Кола», «Мурманская РС-3» и «Росляково». Региональный телеканал «Арктик-ТВ» представлен в сетях кабельных операторов и в сети Интернет; впоследствии ожидается его вещание на 22 кнопке в третьем мультиплексе цифрового телевидения. Вещание в кабельных сетях осуществляют операторы: Мегафон, Телетория, Ростелеком, Норднет, РC Телеком, NetByNet и другие. Спутниковое телевидение доступно через операторов Триколор, НТВ-Плюс и других.

## Здравоохранение
В городе действуют 18 больничных и 72 врачебно-амбулаторных учреждения. По состоянию на 2005 год в Мурманске на 10 тыс. жителей приходится 74 врача, что в полтора раза больше, чем в среднем по России. Заболеваемость в городе несколько выше, чем в среднем по России.

## Физкультура и спорт
В Мурманске расположены 296 спортивных сооружений, в том числе 2 дворца спорта, 2 крупных стадиона, 4 плавательных бассейна, 6 лыжных баз, 3 горнолыжных центра, 1 легкоатлетический манеж и 93 спортзала. В городе представлено более 50 видов спорта. Наиболее известные спортивные клубы — футбольная команда города Мурманска «Север» (домашняя арена Центральный стадион профсоюзов) и команда Суперлиги по хоккею с мячом «Мурман» (домашний стадион «Строитель»). Ежегодно с марта 1934 года в спорткомплексе «Долина Уюта» проводится крупное спортивное мероприятие — Праздник Севера. С 2005 года, каждое лето, в районе Кольского моста проводится фестиваль спорта «Гольфстрим» (до 2016 года «Мурманская миля»), также ставший одной из визитных карточек Мурманска. 

## Достопримечательности
В Мурманске, несмотря на его юный возраст, имеется немало достопримечательностей. В трёх районах города насчитывается более 50 памятников и более 70 мемориальных досок. Наиболее примечательны два мемориальных комплекса: памятник защитникам Советского Заполярья (мурманский Алёша) и морякам, погибшим в мирное время. Мурманский Алёша является одним из крупнейших памятников в России. Наибольшее количество достопримечательностей сосредоточены в Октябрьском округе, на площади Пять Углов и проспекте Ленина. Здесь расположено самое высокое здание в городе — восемнадцатиэтажная гостиница «Арктика», а также первый памятник Мурманска — памятник жертвам иностранной интервенции. Сердцем Ленинского округа стало озеро Семёновское, в центре которого находится фонтан. На его берегах расположен Мурманский океанариум, самый северный в мире. Своеобразными визитными карточками города стали недавно построенные мост через Кольский залив, церковь Спаса-на-водах и памятник «Ждущая».
- Памятник Защитникам Советского Заполярья
- Мемориал «Морякам, погибшим в мирное время»
- Скульптура рыбака у здания морского колледжа имени И. И. Месяцева
- Памятник Кириллу и Мефодию

## Мурманск в произведениях искусства
- А. М. Горький «На краю земли» (очерк, «Наши достижения», 1930, № 1).
- К. Г. Паустовский «Мурманск» (очерк, 1932).
- В. С. Пикуль «Из тупика», роман (1968).

## Международные отношения
Города-побратимы
| Страна     | Город       | Дата породнения | Дата разрыва побратимства     |
| ---------- | ----------- | --------------- | ----------------------------- |
| Финляндия  | Рованиеми   | 23 апреля 1962  |                               |
| Норвегия   | Тромсё      | 10 июля 1972    |                               |
| Швеция     | Лулео       | 26 марта 1972   | 19 августа / 29 сентября 2022 |
| Норвегия   | Вадсё       | 30 апреля 1973  |                               |
| США        | Джэксонвилл | 14 июля 1975    |                               |
| Нидерланды | Гронинген   | 20 июня 1989    |                               |
| Польша     | Щецин       | 8 апреля 1993   | 28 февраля / 31 марта 2022    |
| Исландия   | Акюрейри    | 14 октября 1994 | 15 ноября / 15 декабря 2022   |
| Турция     | Аланья      | 17 февраля 2014 |                               |
| Беларусь   | Минск       | 21 августа 2014 |                               |
| Китай      | Харбин      | 16 октября 2015 |                               |

Города-партнёры
| Страна   | Город        | Дата начала     | Дата окончания  |
| -------- | ------------ | --------------- | --------------- |
| Беларусь | Минск        | 30 июня 1995    | 21 августа 2014 |
| Германия | Куксхафен    | 14 августа 2004 |                 |
| Франция  | Дуарнене     | 8 июня 2006     |                 |
| Беларусь | Гомель       | 5 августа 2009  |                 |
| Норвегия | Сёр-Варангер | 8 февраля 2017  |                 |

Дипломатические представительства
| Страна    | Статус                             | Год открытия | Год закрытия |
| --------- | ---------------------------------- | ------------ | ------------ |
| Финляндия | отделение генерального консульства | 1992         | 2023         |
| Норвегия  | генеральное консульство            | 1993         | 2022         |
| Беларусь  | отделение посольства               | 1998         | 2009         |